# Spermacoce pulchristipula
Spermacoce pulchristipula là một loài thực vật có hoa trong họ Thiến thảo. Loài này được (Bremek.) Delprete mô tả khoa học đầu tiên năm 2007.